# Simona Zmrzlá

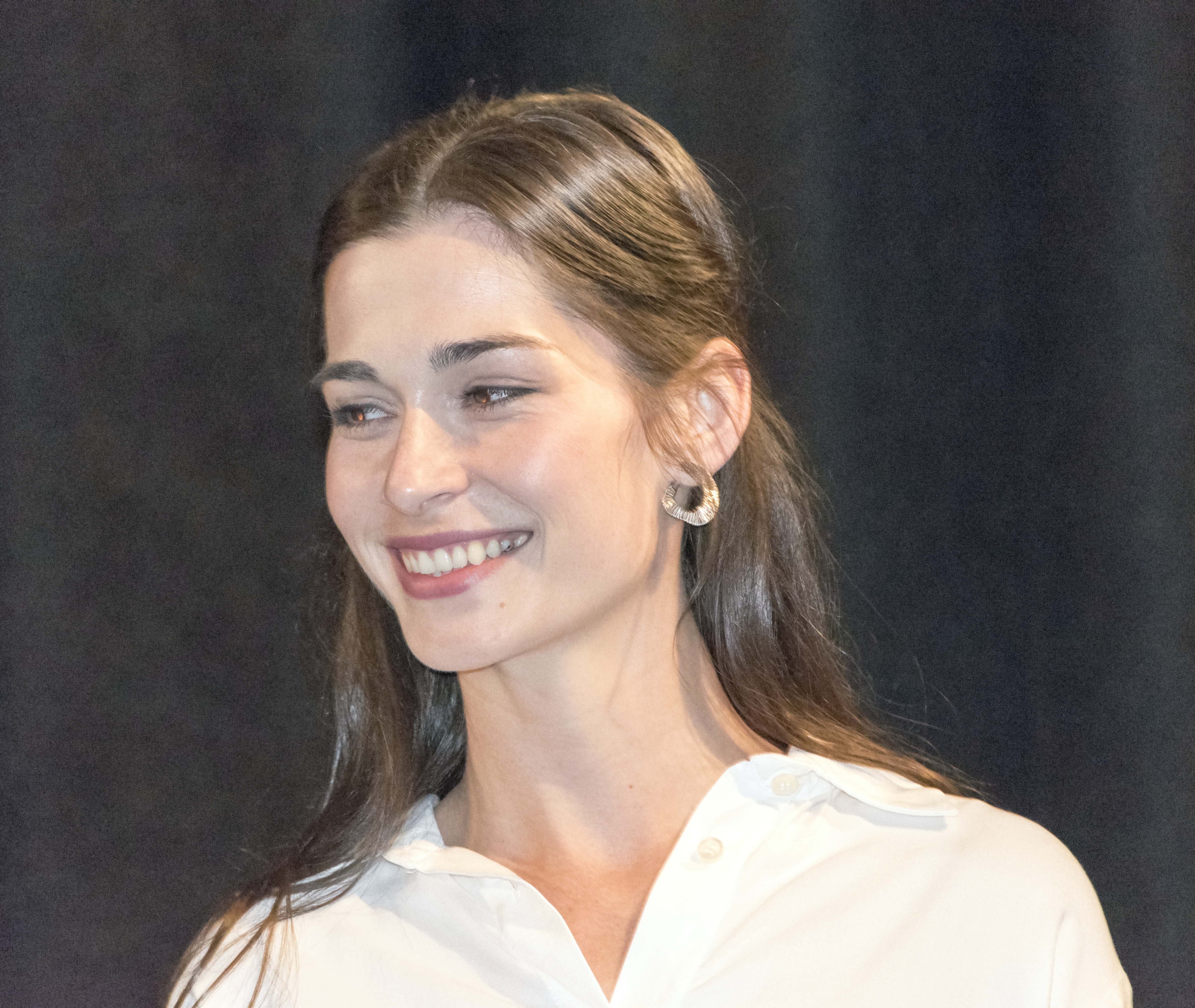
Simona Zmrzlá im Jahr 2018

Simona Zmrzlá (* 25. Juli 1989 in Brünn, Tschechoslowakei) ist eine tschechische Schauspielerin  und Sängerin.

## Leben
Simona Zmrzlá wurde 1989 in Brünn geboren und ging während ihrer dortigen Schulzeit an das Pavel-Křížkovský-Gymnasium, das eine künstlerische Ausrichtung hat. Im Anschluss an ihren Schulabschluss nahm sie ein Studium an der Janáček-Akademie für Musik und Darstellende Kunst Brünn (JAMU) auf und wurde Mitglied am Brünner Theater Husa na provázku ("Gans an der Schnur").
Zmrzlá tritt seit 2008 in verschiedenen tschechischen Film- und Fernsehproduktionen auf. In der Krimiserie Odznak Vysočina spielt sie eine der Hauptrollen. Ihre erste große Filmrolle hatte sie in Ondřej Havelkas Film Hastrman. Für ihre Darstellung in diesem Werk wurde sie für den Český lev („Böhmischer Löwe“) als Beste Hauptdarstellerin nominiert.
Zmrzlá singt in verschiedenen Bands, so in der Prager Band Meteor und Golden Delicious. Sie heiratete den Regisseur Michael Hába und änderte ihren Nachnamen in Hába Zmrzlá. Sie hat eine Tochter aus einer früheren Beziehung. Mit Michael Hába hat sie einen Sohn.

## Filmografie
- 2017: Všetko alebo nič
- 2018: Hastrman
- 2022–2023: Odznak Vysočina